# Little Charmers
Little Charmers è una serie animata canadese creata da Jennifer Dodge e Irene Weibel e trasmessa negli Stati Uniti d'America su Nick Jr. dal 12 gennaio 2015. In Italia viene trasmessa su Nick Jr. a partire dal 25 maggio 2015, e in chiaro su Frisbee dal 7 settembre 2015.

## Trama
La serie segue le vicende di Hazel, Posie e Lavender; tre piccole maghe che vivono nel paese di Charmville.

## Personaggi

### Principali
Hazel: è un'aspirante maghetta molto determinata. Curiosa e generosa, i suoi poteri magici sono già ad un alto livello. Il suo animale è un gatto di nome Seven. Doppiata da Debora Magnaghi
Posie: è una maghetta molto brava a ballare e a cantare; è imbattibile nel lancio degli incantesimi. È molto dolce e sensibile. Ha come animale una gufetta di nome Treble. Doppiata da Deborah Morese
Lavender: è una vera esperta di pozioni e un'appassionata di moda. Ottimista, paziente e razionale, ha una draghetta che si chiama Flare. Doppiata da Loretta Di Pisa

### Secondari
Mrs. Charming: è la mamma di Hazel e anche la Grande Maga di Charmville. E molto attenta nei suoi impegni e, quando sua figlia combina qualche guaio con la magia, lei subito la rimprovera maternamente e poi cerca sempre di rimediare al pasticcio. doppiata da Tania De Domenico.
Mr. Charming: è il papà di Hazel; rispetto alla mamma, è molto più sciolto e quando si stanca di lavorare, lui si schiaccia un pisolino, però lui afferma di riposare solo gli occhi. doppiato da Ruggero Andreozzi.
Parsley: è il fratello maggiore di Posie. È molto bravo a guidare la sua scopa e spesso prende in giro le piccole Charmers. Doppiato da Simone Lupinacci.
Principe Ferg: è un amico delle Charmers che è stato trasformato in un ranocchio. Una volta le tre piccole amiche lo trasformarono in essere umano, ma lui preferì ritornare alla vita da rana. Da allora le Charmers sanno che possono sempre contare su di lui per risolvere problemi per la cui risoluzione sono utili le sue abilità di ranocchio. Doppiato da Renato Novara.
Seven: è il gattino di Hazel; lui si dimostra molto attento rispetto a Treble e Flare, e quando Hazel è triste, lui cerca sempre di consolarla.
Treble: è la graziosa gufetta di Posie. Le piace giocare e aiutare a preparare le pozioni.
Flare: è la draghetta di Lavender. È molto affezionata alla sua padroncina e anche ai suoi amici.